# Cyclophora dataria
Cyclophora dataria är en fjärilsart som beskrevs av George Duryea Hulst 1887. Cyclophora dataria ingår i släktet Cyclophora och familjen mätare. Inga underarter finns listade i Catalogue of Life.